# ドメニコ・バルバイア

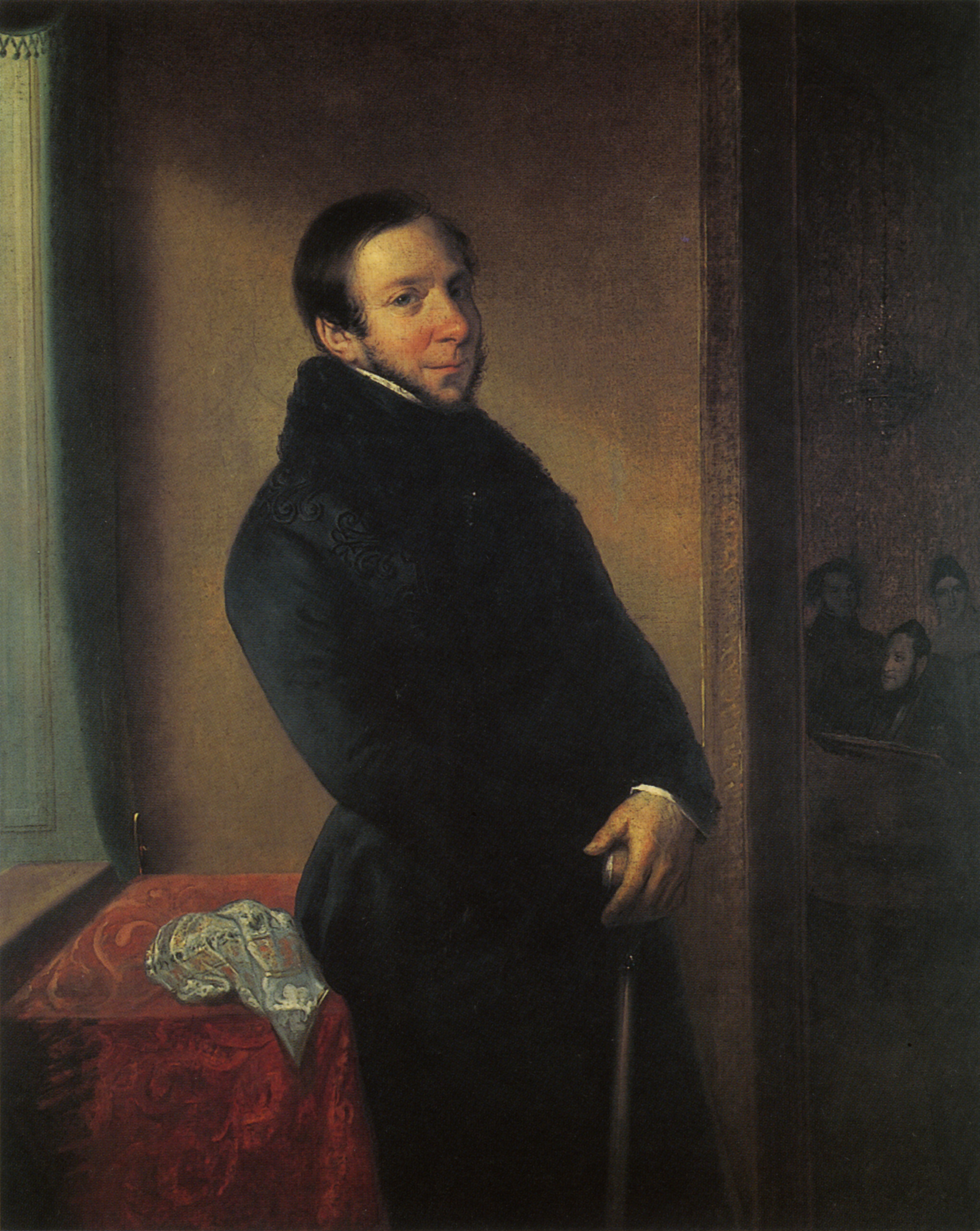
バルバイア（1820年代）

ドメニコ・バルバイア（Domenico Barbaia（またはBarbaja）、1778年? - 1841年10月19日）は、イタリアのインプレサリオ。ナポリのサン・カルロ劇場をはじめとする多数の劇場の支配人であり、ロッシーニをはじめとする19世紀初頭のオペラの多くがバルバイアのもとで上演された。

## 生涯
バルバイアはミラノの貧しい家に生まれ、最初はカフェで働いていた。この時代にコーヒーとチョコレート、クリームを混ぜたバルバヤーダという飲料を考案して成功をおさめた。
1806年にはスカラ座に附属する賭博場の経営権を得た。1809年以降、ナポリでサン・カルロ劇場、ヌオーヴォ劇場、さらにフォンド劇場とフィオレンティーニ劇場の支配人になった。1816年にサン・カルロ劇場は焼失したが、わずか9か月で元よりはるかに立派な劇場が再建された。
1815年にバルバイアはロッシーニをナポリに招き、ロッシーニが毎年2作の新作オペラを提供し、サン・カルロ劇場およびフォンド劇場の監督に就任する契約をかわした。ロッシーニがこの契約のために1815年から1822年にかけて作曲したオペラ作品には以下のものがある。これらはすべてオペラ・セリアまたはセミセリア作品であった。
- イングランドの女王エリザベッタ（初演1815年、サン・カルロ劇場）
- オテッロ（1816年、フォンド劇場）
- アルミーダ（1817年、サン・カルロ劇場）
- エジプトのモーゼ（1818年、サン・カルロ劇場）
- リッチャルドとゾライーデ（1818年、サン・カルロ劇場）
- エルミオーネ（1819年、サン・カルロ劇場）
- 湖上の美人（1819年、サン・カルロ劇場）
- マオメット2世（1820年、サン・カルロ劇場）
- ゼルミーラ（1822年、サン・カルロ劇場）

バルバイアはさらにウィーンにも進出し、1821年以降にケルントナートーア劇場とアン・デア・ウィーン劇場の支配人を兼ねた。1826年からしばらくはミラノのスカラ座およびカノビアーナ劇場の支配人でもあった。
ウィーンに進出したバルバイアはまず1822年3月のウェーバー『魔弾の射手』のウィーン初演で人気を得た後、4月にロッシーニ『ゼルミーラ』のウィーン初演によって大成功をおさめ、ウィーンにロッシーニ旋風を吹かせた。
バルバイアの愛人だったソプラノ歌手のイザベッラ・コルブランとロッシーニは懇意になり、1822年に結婚した。このことからバルバイアとロッシーニの関係は一時期冷えたというが、その後もバルバイアがイタリアおよびウィーンの劇場を経営する上でロッシーニ作品は主要なレパートリーであり続けた。
ロッシーニ以外にバルバイアはメルカダンテ、パチーニ、ドニゼッティ、ベッリーニらのイタリア人オペラ作曲家の作品をプロデュースした。ドニゼッティの作品の大部分はバルバイアのもとで上演されたし、ベッリーニをデビューさせたのもバルバイアだった。
バルバイアの関係するそれ以外の主な作品に以下のものがある。
- スポンティーニ『ヴェスタの巫女』のイタリア初演（1811年、サン・カルロ劇場）
- グルック『オーリードのイフィジェニー』のイタリア初演（1812年、サン・カルロ劇場）
- ウェーバー『オイリアンテ』の初演（1823年、ケルントナートーア劇場）

バルバイアはナポリ郊外のポジッリポ (Posillipo) に邸宅を建てた。脳卒中のために1841年に没した。